# Пожежний гідрант

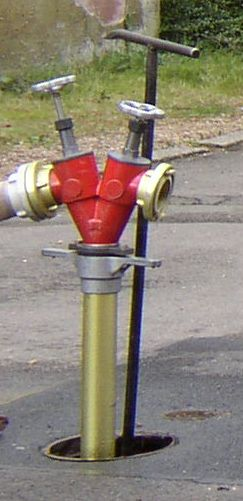
Гідрант і торцевий ключ

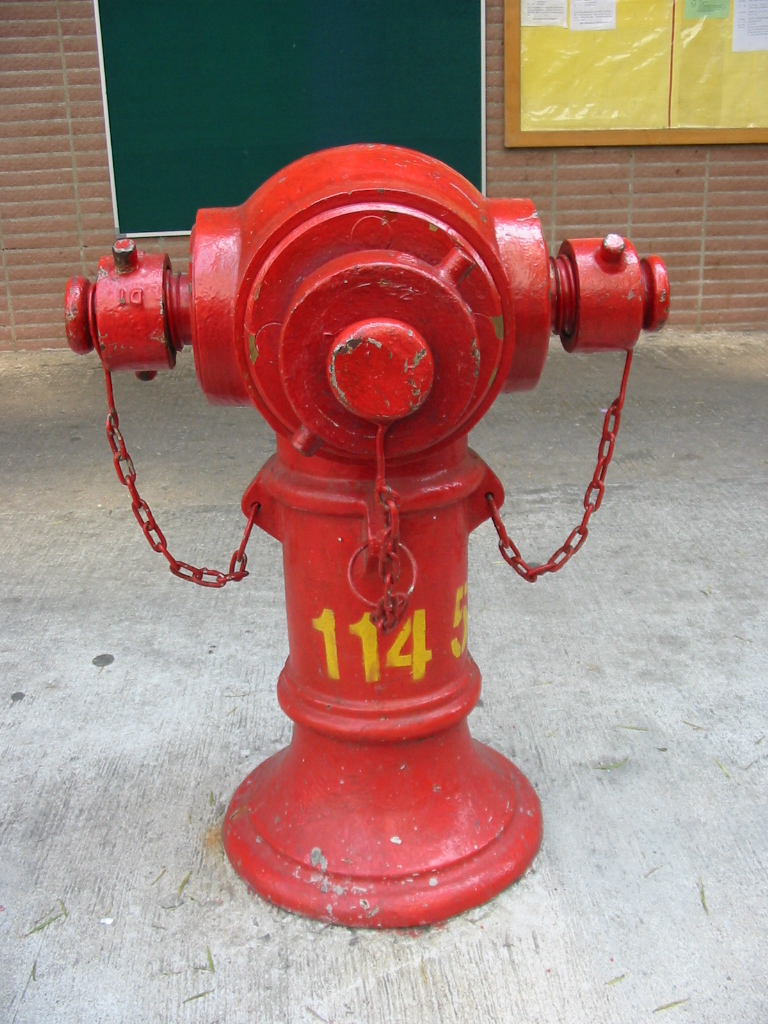
Гідрант у вигляді стаціонарної колонки

Гідра́нт (від англ. hydrant, утвореного від дав.-гр. ὑδρο- — «вод-» за допомогою суфікса -ant) — пристрій (кран) на водопровідній мережі для подачі води, здебільшого при гасінні пожеж, для поливання вулиць тощо.

## Використовування
Робоче положення гідрантів — вертикальне. Гідранти встановлюють в колодязях з допомогою пожежної підставки за ДЕРЖСТАНДАРТОМ на промитих водопровідних мережах.
Технічний стан пожежних гідрантів з пуском води, перевіряють двічі на рік: у квітні і вересні-жовтні. Перша перевірка визначає наявність вказівника, місце його знаходження і зняття утеплювача; встановлює пожежну колонку на гідрант; виявляє відповідність квадрата на стрижні гідранта квадрату торцевого ключа колонки, зручність приєднання напірно-всмоктувальних рукавів, відповідність розташування отвору горловини колодязя, колонці гідранта. При цьому прочищають заправний отвір, видаляють пробку і засмічення; пускають воду, шляхом відкриття кульового клапану, закривають кульовий клапан, перевіряють роботу випускного отвору для води, закривають горловину колодязя кришкою і оглядають місце під'їзду до гідранта.
Під час другої перевірки, крім перерахованих заходів обов'язково враховують: наявність підземних вод в колодязі гідранта і його стояку і відкачування їх, забивання випускного отвору пробкою і прийняття гідранта на облік; утеплення пожежних гідрантів здійснюють після їх перевірки на технічну справність. Несправні гідранти утеплювати забороняється. Утеплення таких гідрантів здійснюють після усунення несправності.
Для знаходження пожежних гідрантів на стінах будівель і споруд, навпроти яких встановлено гідрант, прикріплюють табличку «гідрант пожежний» (ПГ), виконану з використанням флуоресцентних або світловідбивних покриттів. На табличці вказані символи пожежного гідранта і цифрові значення, що вказують відстані в метрах від покажчика до гідранта. На ній, крім того, вказані номер пожежного гідранта, внутрішній діаметр водопроводу в дюймах. Буква Т на табличці вказує, що гідрант розташований на тупиковій мережі.